# Китакюсю (аэропорт)
Аэропорт Китакюсю (яп. 北九州空港 Китакю:сю: ку:ко:) — аэропорт в Японии. Находится на искусственном острове в городе Китакюсю, префектура Фукуока, на крайнем севере южного острова Кюсю, в непосредственной близости от пролива, разделяющего его с островом Хонсю. Построен и торжественно открыт в 2006 году. На территории аэропорта находится штаб-квартира авиакомпании StarFlyer.

## Характеристики аэропорта
Построен на искусственном острове размерами 4125 на 900 м. Окружающие остров воды относительно неглубоки, что даёт возможность дальнейшего расширения территории при необходимости. Взлётно-посадочная полоса 2500×60 м.

## История
Старый аэропорт Кокура, который обслуживал Китакюсю ранее, был маленьким, располагался вблизи гор и жилой застройки, а также страдал от частых туманов, из-за которых рейсы откладывались. Расположенный поблизости аэропорт Фукуока при этом не мог работать по ночам — также из-за близости к жилым массивам. Решение о строительстве новой воздушной гавани было продиктовано необходимостью избежать этих сложностей с её эксплуатацией и сделать возможной круглосуточную работу аэропорта.

## Транспортная доступность
Аэропорт соединён с сушей мостом длиной 2.1 км. Организована доставка пассажиров с использованием железных дорог, паромов и автобусов.